# Каравіно
Каравіно (італ. Caravino, п'єм. Caravin) — муніципалітет в Італії, у регіоні П'ємонт,  метрополійне місто Турин.
Каравіно розташоване на відстані близько 540 км на північний захід від Рима, 45 км на північний схід від Турина.
Населення — 942 особи (2014).
Щорічний фестиваль відбувається 25 липня. Покровитель — San Giacomo.

## Демографія
Населення за роками:

Станом на 1 січня 2023 року в муніципалітеті офіційно проживало 38 іноземців з 9 країн, серед них 27 громадян країн Євросоюзу.

## Сусідні муніципалітети
- Альб'яно-д'Івреа
- Ацельйо
- Боргомазіно
- Коссано-Канавезе
- Страмбіно
- Сеттімо-Роттаро
- Вестіньє